# 渡辺武夫 (実業家)
渡辺 武夫（わたなべ たけお、1909年8月2日 - 1984年8月9日）は、日本の経営者。

## 経歴
静岡県出身。1934年に東京帝国大学経済学部を卒業し、同年に三菱商事に入社。1944年に三菱石油に転じ、1964年5月に取締役に就任し、1967年5月に常務を経て、1973年5月には社長に就任した。1978年6月には会長に就任。
1984年8月9日、急性肺炎のために死去。75歳没。